# 斎藤光 (性科学者)
斎藤 光（さいとう ひかる、1956年12月13日 - ）は、日本の科学史・科学論、近現代文化誌研究者。京都精華大学ポピュラーカルチャー学部教授。日本科学史学会会員、現代風俗研究会理事。
青森県弘前市出身。1980年、京都大学理学部卒業。北海道大学大学院をへて、1987年、東京大学大学院理学系研究科(科学史・科学基礎論) 修士課程修了。 
1990年、京都精華大学講師。1995年、同助教授。2002年、同教授。2007年、同人文学研究科長。2009年、同全学研究センター長。2013年、同大学ポピュラーカルチャー学部長。

## 著書

### 単著
- 幻想の性衰弱する身体 : 性医学の呪縛を超えるには 斎藤光 著 洋泉社 2005

### 共著
- コアレス世代 : 現代っ子の生活心理 深作光貞, 斎藤光 著 創拓社 1980
- Kyoto恋愛空間 : 現代カップル考 斎藤光 橋爪紳也 編著 学芸出版社 1994
- 近代日本のセクシュアリティ 1-6 斎藤光 編 ゆまに書房 2006
- 性的なことば　井上章一, 斎藤光, 澁谷知美, 三橋順子 編 講談社 2010 (講談社現代新書 ; 2034)